# France Médias Monde
France Médias Monde (FMM), conocido anteriormente como Audiovisual Exterior de Francia (AEF), es una empresa pública creada el 4 de abril de 2008 para supervisar y coordinar las actividades de las radios y televisiones públicas del estado francés que son emitidos a nivel mundial.
Agrupa al canal de televisión de información en continuo France 24 y las radios Radio Francia Internacional (RFI) y Monte Carlo Doualiya (MCD), además cuenta con participación en el canal francófono TV5 Monde.

## Objetivo
Su misión es contribuir a la difusión y a la promoción de la lengua francesa, de la cultura francesa y francófona. Tiene como objetivo ofrecer información sobre el mundo y sobre la diversidad de las culturas y de los puntos de vista. Cada semana, France 24 reúne 41.7 millones de telespectadores, Radio Francia Internacional 34.5 millones de auditores y MCD 6,7 millones. El grupo transmite en 180 países y cuenta con periodistas de 66 nacionalidades.
France Médias Monde se compone de las siguientes tres entidades:
- France 24 : canal de televisión de información en continuo emitido para todo el mundo en francés, Inglés, árabe y español.
- Radio France International (RFI) : radio de información internacional multilingüe.
- Monte Carlo Doualiya (MCD) : Radio francesa en lengua árabe.

La sociedad es miembro activo de la Unión Europea de Radiodifusión (UER) desde su creación.

## Canal France International
El 22 de marzo de 1988, el Primer ministro francés Jacques Chirac, anuncia la creación de Canal France, un canal de televisión que debía iniciar sus emisiones el 1 de abril de 1988. En la cadena debían participar TF1, Antenne 2, FR3, Canal Plus y RFO.
El lanzamiento del canal se retrasó finalmente hasta el 17 de abril de 1989. La cadena, ya como Canal France International, se concebiría como un banco de emisiones que emitiría finalmente programas de Antenne 2, FR3 y RFO, además del noticiero de TF1, por satélite, ofreciéndolos además a varias cadenas de televisión públicas del mundo.
Entre el 5 de julio de 1999 y el 31 de diciembre de 2003, un canal distinto de Canal France International, CFI-TV, emitió por satélite y cable en varios países de la África francófona, y a través de la televisión analógica en la República Democrática del Congo. El canal dejó paso finalmente a TV5 Monde Afrique.
En 2002, se planteó la creación del canal de noticias CF2I, que finalmente se materializó en la creación de France 24.

## Organización

### Dirigentes
Presidencia dirección general :
- 4 de abril de 2008 - 12 de julio de 2012 : Alain de Pouzilhac
- 12 de julio de 2012 - 7 de octubre de 2012 : Pierre Hanotaux (interino)
- 7 de octubre de 2012 - 13 de febrero de 2018 : Marie-Christine Saragosse
- 13 de febrero de 2018 - 18 de abril de 2018 : Francis Huss (gobierno transitorio)
- desde el 18 de abril de 2018 : Marie-Christine Saragosse

Dirección general delegada :
- 4 de abril de 2008 - mayo de 2011 : Christine Ockrent
- septiembre de 2011 - 31 de diciembre de 2012 : Pierre Hanotaux
- desde el 1 de enero de 2013 : Victor Rocaries

### Ubicación
La sede de France Médias Monde se ubica en la calle Camille Demoulins 80 en Issy-les-Moulineaux. Desde febrero de 2013 ha sido sede de los equipos de RFI, MCD y France 24.
Dispone de 18 estudios para radio: 12 estudios digitales, 5 estudios de posproducción y un estudio dedicado a radio Monte Carlo Doualiya. Para televisión cuenta con 5 estudios para noticieros, revistas informativas y mesas de debate y un estudio para entrevistas.

### Capital
France Médias Monde pertenece al Estado francés en un 100% a través de la Agencia Estatal de participaciones (APE).